# Маскар
Маскар је насеље у Србији у општини Топола у Шумадијском округу. Према попису из 2022. има 185 становника (према попису из 2011. било је 206 становника).
Овде се налази Кућа Величковића у Маскару.

## Демографија
У насељу Маскар живи 208 пунолетних становника, а просечна старост становништва износи 48,1 година (47,4 код мушкараца и 48,7 код жена). У насељу има 75 домаћинстава, а просечан број чланова по домаћинству је 3,15.
Ово насеље је у потпуности насељено Србима (према попису из 2002. године), а у последња три пописа, примећен је пад у броју становника.
|  |

| Демографија | Демографија | Демографија |
| Година      | Становника  | Становника  |
| ----------- | ----------- | ----------- |
| 1948.       | 560         |             |
| 1953.       | 583         |             |
| 1961.       | 502         |             |
| 1971.       | 416         |             |
| 1981.       | 362         |             |
| 1991.       | 311         | 301         |
| 2002.       | 236         | 237         |
| 2011.       | 206         |             |
| 2022.       | 185         |             |

| Етнички састав према попису из 2002.‍ | Етнички састав према попису из 2002.‍ | Етнички састав према попису из 2002.‍ | Етнички састав према попису из 2002.‍ | Етнички састав према попису из 2002.‍ |
| ------------------------------------ | ------------------------------------ | ------------------------------------ | ------------------------------------ | ------------------------------------ |
|                                      |                                      |                                      |                                      |                                      |
| Срби                                 | Срби                                 |                                      | 236                                  | 100,0%                               |
| непознато                            | непознато                            |                                      | 0                                    | 0,0%                                 |

| Година пописа     | 1948. | 1953. | 1961. | 1971. | 1981. | 1991. | 2002. |
| ----------------- | ----- | ----- | ----- | ----- | ----- | ----- | ----- |
| Број домаћинстава | 121   | 120   | 123   | 118   | 103   | 95    | 75    |

| Број чланова      | 1  | 2  | 3 | 4  | 5 | 6 | 7 | 8 | 9 | 10 и више | Просек |
| ----------------- | -- | -- | - | -- | - | - | - | - | - | --------- | ------ |
| Број домаћинстава | 20 | 19 | 5 | 10 | 8 | 8 | 5 | 0 | 0 | 0         | 3,15   |

| Пол    | Укупно | Неожењен/Неудата | Ожењен/Удата | Удовац/Удовица | Разведен/Разведена | Непознато |
| ------ | ------ | ---------------- | ------------ | -------------- | ------------------ | --------- |
| Мушки  | 107    | 25               | 65           | 11             | 5                  | 1         |
| Женски | 105    | 11               | 65           | 28             | 1                  | 0         |
| УКУПНО | 212    | 36               | 130          | 39             | 6                  | 1         |

| Пол    | Укупно                    | Пољопривреда, лов и шумарство | Рибарство                            | Вађење руде и камена | Прерађивачка индустрија       |
| ------ | ------------------------- | ----------------------------- | ------------------------------------ | -------------------- | ----------------------------- |
| Мушки  | 66                        | 49                            | 0                                    | 0                    | 2                             |
| Женски | 33                        | 22                            | 0                                    | 0                    | 2                             |
| УКУПНО | 99                        | 71                            | 0                                    | 0                    | 4                             |
| Пол    | Производња и снабдевање   | Грађевинарство                | Трговина                             | Хотели и ресторани   | Саобраћај, складиштење и везе |
| Мушки  | 1                         | 3                             | 2                                    | 0                    | 2                             |
| Женски | 1                         | 0                             | 2                                    | 0                    | 0                             |
| УКУПНО | 2                         | 3                             | 4                                    | 0                    | 2                             |
| Пол    | Финансијско посредовање   | Некретнине                    | Државна управа и одбрана             | Образовање           | Здравствени и социјални рад   |
| Мушки  | 0                         | 0                             | 1                                    | 1                    | 0                             |
| Женски | 0                         | 1                             | 1                                    | 2                    | 0                             |
| УКУПНО | 0                         | 1                             | 2                                    | 3                    | 0                             |
| Пол    | Остале услужне активности | Приватна домаћинства          | Екстериторијалне организације и тела | Непознато            | Непознато                     |
| Мушки  | 0                         | 0                             | 0                                    | 5                    | 5                             |
| Женски | 0                         | 0                             | 0                                    | 2                    | 2                             |
| УКУПНО | 0                         | 0                             | 0                                    | 7                    | 7                             |